# 合川機場
合川機場是重慶市的一個機場，位於合川城西。

## 历史
民國24年(1935年)前建成。位於合川城西，由舊操場改建而成，機場為長方形，南北寬110公尺，東西長290公尺。南面為河流，有公路穿過。